# Diócesis de Suchitepéquez-Retalhuleu
La diócesis de Suchitepéquez-Retalhuleu (en latín: Dioecesis Suchitepequensis-Retalhulensis) es una circunscripción eclesiástica de la Iglesia católica en Guatemala. Se trata de una diócesis latina, sufragánea de la arquidiócesis de Los Altos Quetzaltenango-Totonicapán. Desde el 31 de diciembre de 1996 su obispo es Pablo Vizcaino Prado.

## Territorio y organización
La diócesis tiene 4336 km² y extiende su jurisdicción sobre los fieles católicos de rito latino residentes en los departamentos de Suchitepéquez y Retalhuleu.
La sede de la diócesis se encuentra en la ciudad de Mazatenango, en donde se halla la Catedral de San Bartolomé.
En 2022 en la diócesis existían 25 parroquias.

## Historia
La diócesis fue erigida el 31 de diciembre de 1996 con la bula Ad aptius consulendum del papa Juan Pablo II, obteniendo el territorio de la arquidiócesis de Los Altos, Quetzaltenango-Totonicapán y de la diócesis de Sololá (hoy diócesis de Sololá-Chimaltenango).
Originalmente sufragánea de la arquidiócesis de Guatemala, el 24 de noviembre de 1998, como resultado del decreto Ad uberius Christifidelium de la Congregación para los Obispos, pasó a formar parte de la provincia eclesiástica de Los Altos, Quetzaltenango-Totonicapán.

## Estadísticas
Según el Anuario Pontificio 2023 la diócesis tenía a fines de 2022 un total de 604 340 fieles bautizados.
| Año                                                                             | Población            | Población | Población      | Sacerdotes | Sacerdotes    | Sacerdotes    | Bautizados por sacerdote | Diáconos permanentes | Religiosos | Religiosos | Parroquias |
| Año                                                                             | Bautizados católicos | Total     | % de católicos | Total      | Clero secular | Clero regular | Bautizados por sacerdote | Diáconos permanentes | Varones    | Mujeres    | Parroquias |
| ------------------------------------------------------------------------------- | -------------------- | --------- | -------------- | ---------- | ------------- | ------------- | ------------------------ | -------------------- | ---------- | ---------- | ---------- |
| 1999                                                                            | 497 000              | 710 000   | 70.0           | 21         | 18            | 3             | 23 666                   |                      | 4          | 51         | 16         |
| 2000                                                                            | 498 416              | 712 023   | 70.0           | 23         | 18            | 5             | 21 670                   |                      | 6          | 51         | 17         |
| 2001                                                                            | 541 775              | 773 964   | 70.0           | 22         | 19            | 3             | 24 626                   |                      | 4          | 51         | 17         |
| 2002                                                                            | 541 775              | 773 964   | 70.0           | 24         | 21            | 3             | 22 573                   |                      | 4          | 51         | 18         |
| 2003                                                                            | 541 775              | 773 964   | 70.0           | 22         | 20            | 2             | 24 626                   |                      | 3          | 50         | 18         |
| 2004                                                                            | 451 750              | 645 356   | 70.0           | 21         | 19            | 2             | 21 511                   |                      | 3          | 51         | 18         |
| 2010                                                                            | 496 000              | 707 000   | 70.2           | 25         | 24            | 1             | 19 840                   |                      | 1          | 39         | 18         |
| 2014                                                                            | 559 246              | 779 000   | 71.8           | 30         | 28            | 2             | 18 641                   |                      | 4          | 42         | 20         |
| 2017                                                                            | 599 000              | 834 000   | 71.8           | 29         | 29            |               | 20 655                   |                      |            | 33         | 21         |
| 2020                                                                            | 583 170              | 897 190   | 65.0           | 33         | 32            | 1             | 17 671                   |                      | 1          | 29         | 23         |
| 2022                                                                            | 604 340              | 929 770   | 65.0           | 32         | 32            |               | 18 885                   |                      |            | 40         | 25         |
| Fuente: Catholic-Hierarchy, que a su vez toma los datos del Anuario Pontificio. |                      |           |                |            |               |               |                          |                      |            |            |            |

## Episcopologio
- Pablo Vizcaino Prado, desde el 31 de diciembre de 1996